# Laura Sabino
Laura Sabino (Ribeirão das Neves, 18 de agosto de 1999), é uma youtuber, professora, palestrante e colunista brasileira, alinhada ao marxismo e militante do Movimento dos Trabalhadores Rurais Sem Terra (MST) e do Pré-Universitários Populares de Ribeirão das Neves. Ela cursa História na Universidade Federal de Minas Gerais, é colunista do Brasil de Fato e da Revista Jacobina  considerada uma das vozes mais relevantes ligadas à formação política de esquerda nas redes sociais, tendo sido escolhida nessa qualidade para abrir a pré-candidatura à presidência de Luiz Inácio Lula da Silva em 2022. Ela também apresenta o quando "webcomunistas" no Instituto Conhecimento Liberta (ICL).

## Vida pessoal
Laura é natural de Ribeirão das Neves, na Região Metropolitana de Belo Horizonte, nascida na periferia, coordenou cozinhas solidárias, realiza formações em ocupações urbanas e, por anos, integrou coletivos de acolhimento a mulheres vítimas de violência de gênero.Atualmente soma forças  no Cursinho Popular de Neves, que oferece preparação para o ENEM, aulas de reforço, oficinas, atendimento psicológico e biblioteca comunitária.
É filha de Heli Sabino de Oliveira, que hoje é  professor universitário na Universidade Federal de Minas Gerais (UFMG) no departamento de Métodos e Técnicas de Ensino, o primeiro letrado da família, de origem humilde filho de Dalcy Sabino (agricultor e comerciante) e Ilza Maria Marques (dona de casa analfabeta). Em criança, Laura acompanhou o pai nas visitas aos assentamentos, quando este dava aulas na rede pública de ensino pelo Programa Nacional de Educação na Reforma Agrária (PRONERA), um programa de formação de professores para o Movimento dos Trabalhadores Rurais Sem Terra (MST).
Na adolescência, Laura integrou coletivos de acolhimento a mulheres vitimas de violência, motivada pelo contexto de sua cidade natal - classificada como segunda pior cidade do país para as mulheres no relatório "Desenvolvimento Humano para Além das Médias", apresentado pelo Instituto de Pesquisa Econômica Aplicada (IPEA).  Apesar de ter crescido como filha de professor da rede pública, sua atual condição de filha de professor universitário rendeu discussão nas redes sociais sobre a banalização do termo "privilégio", e sobre a importância de diferenciar a renda obtida através do trabalho de dinheiro herdado pela classe social de origem.
Laura já trabalhou como animadora de festa infantil, garçonete e freelancer e, em 2019, ingressou no curso de História na UFMG.

## Militância e ações sociais
É marxista, historiadora, professora, colunista e militante do Movimento dos Trabalhadores Rurais Sem Terra (MST), cujo boné usa como imagem e marca, sendo considerada uma das youtubers mais relevantes ligada à formação política de esquerda. Laura se diz partidária das ideias de Antonio Gramsci, defendendo a importância da educação política para romper com o domínio ideológico das classes dominantes. Afirma ainda que a sociedade vê atualmente o fracasso do capitalismo, e que a social-democracia não é suficiente para resolver os problemas sociais.
Aos 12 anos Laura passou a frequentar formações politicas, ajudou a montar o Núcleo de Formação Crítica Econômica. Em 2011 Laura passou a integrar grupos de acolhimento de mulheres vítimas de violência e ajudar na construção de cozinhas populares em areas de segregação social. Embora nunca tenha militado no movimento estudantil, em 2016, participou da onda de ocupações de escolas secundaristas. Ao longo dos anos ampliou sua atuação para inciativas de segurança alimentar, tornando-se uma das organizadoras e divulgadoras de cozinhas solidarias, principalmente, durante a pandemia de COVID-19, ações que visavam amenizar os impactos da crise sanitária em comunidades vulneráveis.
Laura  participou de diversas ações em áreas periféricas como entregas de cestas básicas, mutirões de reconstrução e solidariedade. Uma das ações foi registrada pela globo na reportagem intitulada "Movimento LGBT e jovens da periferia ajudam atingidos pela chuva em Ribeirão das Neves", na matéria é mostrado diversos movimentos sociais entregando itens de construção como telhas, tijolos e ajudando a limpar os destroços causados pelos alagamentos. Laura aparece na matéria ao lado de Tiago Toth e diversos militantes, ajudando na entrega dos materiais e contando que o dinheiro havia sido arrecado em uma de suas lives.
Em 2023, passou a ser uma das apresentadoras do Boteco Cumunista, onde,  ao lado de outros produtores de conteúdo como Dimitra Vulcana e Thiago Torres (Chavoso da USP), discutia sobre temas controversos a partir de uma perspectiva marxista e revolucionária. O programa estruturava-se em formato de debates e entrevistas. Entre os convidados, destacam-se personalidades influentes do cenário político brasileiro, como os parlamentares Glauber Braga e Talíria Petrone e a drag Rita von Hunty (Guilherme Terreri).
Com o Movimento dos Trabalhadores Rurais sem Terra (MST), produziu matérias para o portal do movimento, divulgou ações, gravou diversos vídeos e denunciou casos de violência policial policial em ocupações. Um marco na sua atuação como aliada ocorreu em outubro de 2021, quando publicou um vídeo em seu canal do YouTube em conjunto com dirigente nacional do MST. Na produção, eles buscaram desmontar narrativas negativas midiáticas hegemônicas e esclareceram os princípios e objetivos do movimento, particularmente no que diz respeito à luta pela reforma agraria no país.
No dia 9 de dezembro de 2023, ao lado de João Pedro Stédile participou do lançamento do documentário "De quanta terra precisa um homem"  produzido pelo Instituto Conhecimento Liberta. 
Além da militância e aproximação de movimentos sociais, Laura iniciou as atividades políticas nas redes sociais em 2019, segundo ela, visando levar o conhecimento de forma acessível à pessoas como ela, que vieram da periféria. Nessa qualidade, foi escolhida para abrir o ato de lançamento da pré-candidatura de Luiz Inácio Lula da Silva, candidato pelo Partido dos Trabalhadores (PT) às presidenciais de 2022, que teve lugar a 9 de maio de 2022 no Expominas, na Gameleira, na região Oeste de Belo Horizonte.
Durante cinco anos integrou o movimento social Ocupa Curumim, uma ocupação urbana independente que promovia cursos e atividades culturais para comunidade local. O espaço, no entanto, enfrentou crescentes ataques e depredações. Em dezembro de 2022, um incêndio destruiu o projeto, deixando mais de 60 crianças e adolescentes sem acesso às atividades gratuitas que ali eram oferecidas, além de interromper o funcionamento da cozinha solidária, que atendia famílias aos fins de semana. Após o ocorrido, o espaço se tornou alvo constantes de depredação
Em julho de 2022, na sequência da exposição pública do vídeo de uma adolescente transexual de 14 anos, filmada num banheiro feminino, e publicado por Nikolas Ferreira, então vereador de Belo Horizonte pelo Partido Liberal (PL), desafiou o autarca para uma luta de muay thai, o rotulando de covarde.
Em outubro de 2024, Laura Sabino e o também influenciador Ian Neves lançaram conjuntamente o programa "web comunistas" cujo título ironiza o termo frequentemente utilizado como critica a produtores de conteúdo alinhados ao pensamento comunista. A produção estreou no ICL com três episódios temáticos, sendo eles: "Ideologia de gênero", "imperialismo" e "privatização da água".
Em dezembro de 2024, Laura Sabino discursou no evento inaugural da campanha de reconstrução da casa onde Carlos Marighella  viveu em salvador (BA). O ato, realizado em São Paulo, contou com a participação de importantes nomes da cultura e ativismo politico, incluindo os músicos Don L, KL Jay e Rashid (cantor), além de personalidades politicas como José Dirceu e João Pedro Stédile. O evento marcou o primeiro ato público organizado pelo Instituto Carlos Marighella e Clara Charf, que buscam transformar o local em um espaço de formação política, com centro de atividades culturais e formativas vinculadas à história dos movimentos e organizações sociais no Brasil.
Em junho de 2025, o Instituto Conhecimento Liberta (ICL) anunciou o retorno do programa Webcomunistas, agora com episódios semanais, após o sucesso da primeira temporada. Em seu site oficial o ICL descreveu o programa como "um dos maiores sucessos do Instituto" por "conseguir traduzir conceitos complexos em uma linguagem que dialoga tanto com militantes veteranos quanto com quem está começando a se interessar por política".
A influenciadora, que há três anos integra o time de colunistas do Brasil de Fato e que também é colunistada  revista Jacobina,  compartilhou uma novidade: está em processo de escrita do seu primeiro livro.
Em  julho de 2025, Laura contava com 215 mil inscritos no YouTube, mais de 253 mil seguidores no Twitter e 450 mil no Instagram, participando também no TikTok com 220 mil seguidores. Em virtude de sua atuação nas redes sociais, sofreu represálias por parte da extrema-direita nas redes sociais. Uma foto sua com Lula já foi utilizada como base para fazer uma imagem manipulada e veiculada como fake news.

## Ataques e tentativa de feminicídio
Devido aos ataques na internet e ameças que recebe, em dezembro de 2024 Laura foi incluida no programa de proteção a defensores dos direitos um programa que, segundo o portal de notícias do G1 "Laura Sabino integra, desde dezembro de 2024, o Programa de Proteção aos Defensores de Direitos Humanos de Minas Gerais (PPDDH/MG). A iniciativa, do Ministério dos Direitos Humanos e do Governo do Estado, oferece proteção a pessoas ameaçadas em razão de sua atuação na defesa de direitos humanos".
Com medo de os ataques ultrapassarem o ambiente virtual e ameaçassem a sua integridade física, ela decidiu sair de casa e passou a alternar hospedagens em casas de parentes e amigos. Foi neste contexto que Laura passou a também ser constrangida e ameaçada pelo irmão que teria abandonado o tratamento psquiatrico.
Em março de 2025 Sabino sofreu uma tentativa de feminicídio. De acordo com documentos obtidos pela CNN, seu familiar teria entrado em possivel surto  e reproduziu falas machistas e homofobicas, além de criticar em audio a atuação dela em movimentos sociais e no cursinho popular.   Em uma matéria da Agência Pública, foi divulgado que ele havia suspendido seu tratamento psquiatrico e durante o ataque citou uma fake news na qual Laura foi vitima 48 horas antes. 
No dia 13 de Junho, um dia após o vazamento da noticia sobre a tentativa de feminicídio, o MST publicou a nota "Caminharemos ao seu lado, Laura!"  onde expressão solidariedade e apoio a militante. No final do texto eles declaram ser "rede de apoio jurídico, político e emocional de Laura Sabino."
Ela também recebeu notas de apoio de figuras públicas como o deputado Guilherme Boulos, a deputada Samia Bonfim, a deputada Erika Hilton, a ministra Macáe Evaristo, a ministra Gleisi Hoffman, o deputado Glauber Braga, a deputada Rosa Amorim, a deputada Beatriz Cerqueira, o deputado Rogerio Correia, o presidente da Unidade Popular Leonardo Pericles alem de outras figuras e movimentos sociais como nota de apoio do MTST, Levante Popular, Bancada Feminista, Unidade Popular, PSOL, PT, Esquerda Diario e Mídia Ninja.